# Apache Lenya
Apache Lenya ist ein mittels Java und XML realisiertes Content-Management-System, das auf Apache Cocoon aufgebaut ist. Apache Lenya wird als freie Software unter der Apache-Lizenz veröffentlicht und kann kostenlos von der Apache-Lenya-Website heruntergeladen werden.
Die Universität Zürich hat ein deutschsprachiges Benutzerhandbuch verfasst und setzt Lenya für den gesamten Campus ein, ebenso wie die Universität Genf.

## Geschichte
Apache Lenya wird seit dem Jahr 1999 entwickelt, ursprünglich unter dem Namen Wyona CMS von der Schweizer Firma Wyona für die Neue Zürcher Zeitung. Im Jahr 2003 wurde das Wyona CMS an die Apache Software Foundation gestiftet und in Apache Lenya umbenannt. Im Jahr 2004 wurde Apache Lenya ein Top-Level-Projekt der Apache Software Foundation.
Am 11. Januar 2008 erschien die lang erwartete Version 2.0, die zahlreiche Verbesserungen in Code und Funktionalität mit sich brachte.
Im Juli 2015 wurde die Weiterentwicklung eingestellt und das Projekt in den Apache Attic verschoben.